# Firas al-Buraikan
Firas Tariq Nasser al-Buraikan (arabisch فراس طارق ناصر البريكان, DMG Firās al-Buraikān; * 14. Mai 2000 in Riad) ist ein saudi-arabischer Fußballspieler.

## Karriere

### Verein
Er wechselte Anfang 2019 von der U23 von al-Nasr in deren erste Mannschaft. Von Juli 2021 bis Anfang September 2023 stand er beim al-Fateh unter Vertrag. Nach 62 Ligaspielen wechselte er zum ebenfalls in der ersten Liga spielenden al-Ahli. Am 3. Mai 2025 stand er mit Al-Ahli im Finale der AFC Champions League Elite, das man mit 2:0 gegen den japanischen Vertreter Kawasaki Frontale gewann.

### Nationalmannschaft
Mit der U20 spielte er bei der U-19-Asienmeisterschaft 2018 in jeder Partie, bis auf das letzte Gruppenspiel, als Einwechselspieler oder stand in der Startaufstellung. Bei der U-20-Weltmeisterschaft 2019 spielte er in allen drei Gruppenspielen. Im ersten Spiel kam er kurz vor Spielende, bei den anderen Partien stand er in der Startelf.
Mit der U23 spielte er bei der U-23-Asienmeisterschaft 2020 in jedem Spiel, bis auf das Halbfinale, zumindest ein paar Minuten.
Seinen ersten Einsatz in der A-Mannschaft erhielt er am 10. Oktober 2019, bei einem 3:0-Sieg über Singapur, während der Qualifikation für die Weltmeisterschaft 2022, als er in der 75. Minute für Yahya al-Shehri eingewechselt wurde. Sein erstes Turnier war der Golfpokal 2019, wo er es mit seiner Mannschaft bis ins Finale schaffte.
Bei den Olympischen Spielen 2020 in Tokio wurde er gegen Brasilien in der 77. Minute für Abdullah al-Hamdan eingewechselt.

## Erfolge
Al-Ahli
- AFC Champions League Elite-Sieger: 2024/25